# Patrice Abanda
Jouan Patrice Abanda Ekong (Yaundé, Camerún; 3 de agosto de 1978) es un exfutbolista camerunés. Jugaba de defensa central y militó en diversos clubes de Camerún, Grecia, República Checa y Albania.

## Selección nacional
Se convirtió en jugador internacional con la Selección de fútbol de Camerún, ha jugado 9 partidos internacionales y ha anotado solo 1 gol.

### Participaciones en Copas del Mundo
| Mundial                        | Sede    | Resultado    |
| ------------------------------ | ------- | ------------ |
| Copa Mundial de Fútbol de 1998 | Francia | Primera fase |

## Clubes
| Club               | País            | Año         |
| ------------------ | --------------- | ----------- |
| Tonnerre Yaoundé   | Camerún         | 1995 - 1998 |
| PAOK Salónica      | Grecia          | 1998 - 1999 |
| Apollon Kalamarias | Grecia          | 1999 - 2000 |
| Sparta Praga       | República Checa | 2000 - 2004 |
| Drnovice           | República Checa | 2004 - 2005 |
| Teplice            | República Checa | 2005 - 2006 |
| Besa Kavajë        | Albania         | 2006 - 2007 |

## Palmarés

### Campeonatos internacionales
| Título           | Equipo               | País      | Año  |
| ---------------- | -------------------- | --------- | ---- |
| Juegos Olímpicos | Selección de Camerún | Australia | 2000 |